# آنا جيراردوت
آنا جيراردوت (بالفرنسية: Ana Girardot)‏ هي ممثلة فرنسية، ولدت في 1 أغسطس 1988 بباريس في فرنسا. بدأت مشوارها المهني سنة 1992.
هي ابنة الممثل الفرنسي هيبوليت جيراردو والممثلة إيزابيل أوتيرو، وحفيدة من الرسامين أنطونيو أوتيرو وكلوتيلد فوتييه. إنها اختارت أن تصبح ممثلة رغم معارضة والدها، وبعد ذلك ذهب إلى نيويورك لمدة عامين لدراسة المسرح وبعد أداء الأدوار الثانوية في التلفزيون والسينما، قامت دورا بطولة في الفيلم إطفاء الأنوار التي قدمت في مهرجان كان السينمائي 2010.

## وصلات خارجية
- آنا جيراردوت على موقع IMDb (الإنجليزية)
- آنا جيراردوت على موقع ألو سيني (الفرنسية)
- آنا جيراردوت على موقع أول موفي (الإنجليزية)
- آنا جيراردوت على موقع قاعدة بيانات الفيلم (الإنجليزية)
- آنا جيراردوت على موقع كينوبويسك (الروسية)